# Cabinteely FC
Der Cabinteely Football Club (irisch Cumann Peile Cábán tSíle) ist ein 1967 gegründeter Fußballklub aus dem Stadtteil Blackrock der irischen Hauptstadt Dublin. Cabinteely FC wurde 2015 in die League of Ireland aufgenommen und spielte bis 2021 in der zweiten Staffel, der First Division.

## Geschichte
Der Verein wurde 1967 als Auburn Football Club gegründet. Ab 1973 firmierte man als Cabinteely Boys FC. Später wurde der Verein in Cabinteely FC umbenannt, um der Abteilung des Damenfußballs Rechnung zu tragen. Nach der Saison 2021 fusionierte Cabinteely mit den Bray Wanderers.

## Spieler
- Andy Keogh (19??) Jugend

### Spielerinnen
- Stephanie Roche (2002–2004) Jugend